# 美濃市立藍見小学校
美濃市立藍見小学校（みのしりつ あいみしょうがっこう）は、岐阜県美濃市にある公立小学校。

## 通学区域
- 極楽寺、笠神、横越、藍川、大矢田の一部、もみじが丘2丁目の一部、もみじが丘3丁目が通学区域である。公立中学校の進学先は美濃市立昭和中学校である[1]。

## 沿革
- 1873年（明治6年）4月 - 武儀郡極楽寺村に啓文義校が開校。
- 1880年（明治13年） - 啓文小学校に改称する。
- 1886年（明治19年） - 藍見簡易科小学校に改称する。後に藍見尋常小学校に改称する。
- 1889年（明治22年）7月1日 - 笠神村、極楽寺村、横越村が合併し藍見村が発足。
- 1908年（明治41年） - 藍見尋常高等小学校に改称する。
- 1941年（昭和16年） - 藍見国民学校に改称する。
- 1947年（昭和22年） - 藍見村立藍見小学校に改称する。
- 1954年（昭和29年）4月1日 - 美濃町、洲原村、下牧村、上牧村、大矢田村、藍見村、中有知村が合併し、美濃市が発足。同時に美濃市立藍見小学校に改称する。

## 統合計画
- 少子化が急速に進んでいることもあり、市内の5つの小学校（美濃小学校、中有知小学校、藍見小学校、大矢田小学校、牧谷小学校）を統合し、2つの小学校に再編する計画である。2025年時点では2032年4月までの統合を目指している[2]。